# Djamila Ababsia
Djamila Ababsia, née le 6 septembre 1956 à Souk Ahras, est une peintre algérienne.

## Biographie
Djamila Ababsia naît le 6 septembre 1956 à Souk Ahras.
Elle est spécialisée dans le style d’huile sur toile et acrylique, dans l’art du Camaïeu, l’abstrait et le semi abstrait.
Djamila Ababsia participe à des expositions collectives à Paris en 1983 et 1984, à Alger de 1999 à 2010, Cherchell de 2000 à 2009, Lyon en 2007, Tipasa en 2007 et 2008, Sétif en 2007, et en 2009 : Tenès, Djelfa, Naâma et Tamanrasset.
En mars 2011, elle expose à Tipasa une quarantaine de toiles sur le thème « Hommage à ma mère ». Des silhouettes aux formes berbères, pharaoniques et africaines se dégagent de ses œuvres.

### Presse écrite
- L'Expression, 30 juillet 2002
- El Watan, 7 août 2002, 4 août 2008 et 26 mars 2010